# جولي سبيد
جولي سبيد (بالإنجليزية: Julie Speed)‏ هي نقاشة ‏ ورسامة أمريكية، ولدت في 1951 في شيكاغو في الولايات المتحدة.

## وصلات خارجية
- الموقع الرسمي
- جولي سبيد على موقع ميوزك برينز (الإنجليزية)